# Cucumaria dyakonovi
Cucumaria dyakonovi is een zeekomkommer uit de familie Cucumariidae.
De wetenschappelijke naam van de soort werd in 1980 gepubliceerd door Z.I. Baranova.